# 李婷婷 (足球运动员)
李婷婷（1995年4月3日—），中国足球运动员，中国国家女子足球队成员。曾代表中国国家队参加2018年亚洲运动会女子足球比赛，最终队伍获得一枚银牌。